# Gul kängurutass

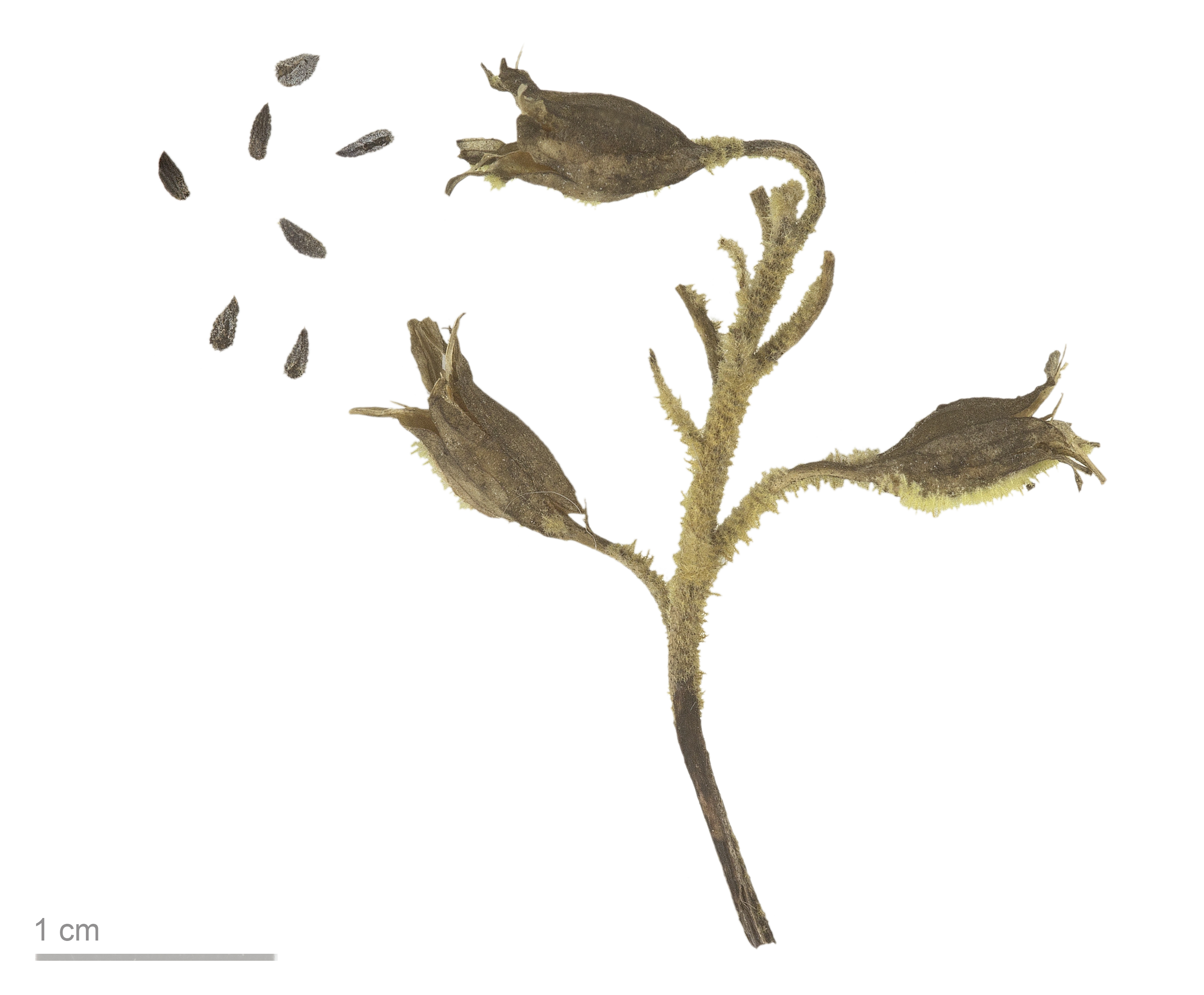
Anigozanthos flavidus

Gul kängurutass (Anigozanthos flavidus) är en enhjärtbladig växt i familjen kängurutassväxter (Haemodoraceae). Gul kängurutass kommer ursprungligen från västra Australien. Det vetenskapliga artnamnet flavidus  betyder gulaktig.
Bladen är smala, blanka och gröna och bildar en rosett. Ur rosetten växer de långa, förgrenade blomstjälkarna. Upp till tio blommor sitter samlade i klasar eller blomställningar i toppen av varje gren och den blommar på våren och sommaren. Blomfärgen är gulgrön med rödaktig utsida som är luden. Blommorna pollineras av fåglar. Den gula kängurutassen kan bli upp till två meter hög, dock inte när den används som krukväxt.
En varietet av gul kängurutass har beskrivits; Anigozanthos flavidus var. bicolor, men erkänns vanligen inte av botanister. 
Den gula kängurutassen används också till hybridframställning.

## Odling och skötsel
När gul kängurutass odlas i kruka måste den ha mycket ljus, helst solsken, året om ifall den ska blomma år efter år. På vintern kan extra belysning behövas. Sommartid vattnas den rikligt, men jorden bör få torka upp mellan varje vattning. Jorden bör vara blandad med sand eller leca-kulor så att den inte står fuktig hela tiden. Mellan mars och september tillsätts krukväxtnäring i vattnet en gång i veckan. På hösten och vintern ska den vattnas sparsammare. 
Växten klarar rumstemperatur året om, men det är bra om vintertemperaturen kan vara svalare, omkring 12°C. Soliga somrar kan den stå utomhus på en skyddad plats. Den bör inte utsättas för mycket regn. 
Gul kängurutass förökas genom delning. Detta kan göras på våren i samband med omplantering. Fröförökning är möjlig, men det tar flera år innan plantan är så stor att den blommar.

## Synonymer
- Anigosia flavida (de Candolle) Salisbury
- Anigozanthos coccineus Lindley ex Paxton nom. inval.
- Anigozanthos flavescens de Candolle nom. inval.
- Anigozanthos flavidus var. bicolor Lindley
- Anigozanthos grandiflorus Salisbury nom. illeg.
- Schwaegerichenia coccinea (Lindley ex Paxton) Steud. nom. inval.
- Schwaegerichenia flavida (de Candolle) Steudel nom. inval.
- Schwaegerichenia florida Steudel
- Schwaegrichenia coccinea (Lindley ex Paxton) Steudel
- Schwaegrichenia flavida (de Candolle) Sprenger
- Schwaegrichenia florida Sprenger nom. nud.
- Wikimedia Commons har media som rör Gul kängurutass.